# Marne (Iowa)
Marne és una població dels Estats Units a l'estat d'Iowa. Segons el cens del 2000 tenia 149 habitants.

## Demografia
Segons el cens del 2000, Marne tenia 149 habitants, 62 habitatges, i 39 famílies. La densitat de població era de 100,9 habitants/km².
Dels 62 habitatges en un 32,3% hi vivien nens de menys de 18 anys, en un 53,2% hi vivien parelles casades, en un 8,1% dones solteres, i en un 35,5% no eren unitats familiars. En el 32,3% dels habitatges hi vivien persones soles l'11,3% de les quals corresponia a persones de 65 anys o més que vivien soles. El nombre mitjà de persones vivint en cada habitatge era de 2,4 i el nombre mitjà de persones que vivien en cada família era de 3,03.
Per edats la població es repartia de la següent manera: un 25,5% tenia menys de 18 anys, un 8,7% entre 18 i 24, un 29,5% entre 25 i 44, un 22,1% de 45 a 60 i un 14,1% 65 anys o més.
L'edat mediana era de 37 anys. Per cada 100 dones de 18 o més anys hi havia 98,2 homes.
La renda mediana per habitatge era de 31.875 $ i la renda mediana per família de 36.806 $. Els homes tenien una renda mediana de 26.406 $ mentre que les dones 23.750 $. La renda per capita de la població era de 13.998 $. Entorn del 8,1% de les famílies i el 9,8% de la població estaven per davall del llindar de pobresa.

## Poblacions més properes
El següent diagrama mostra les poblacions més properes.